# Comunero

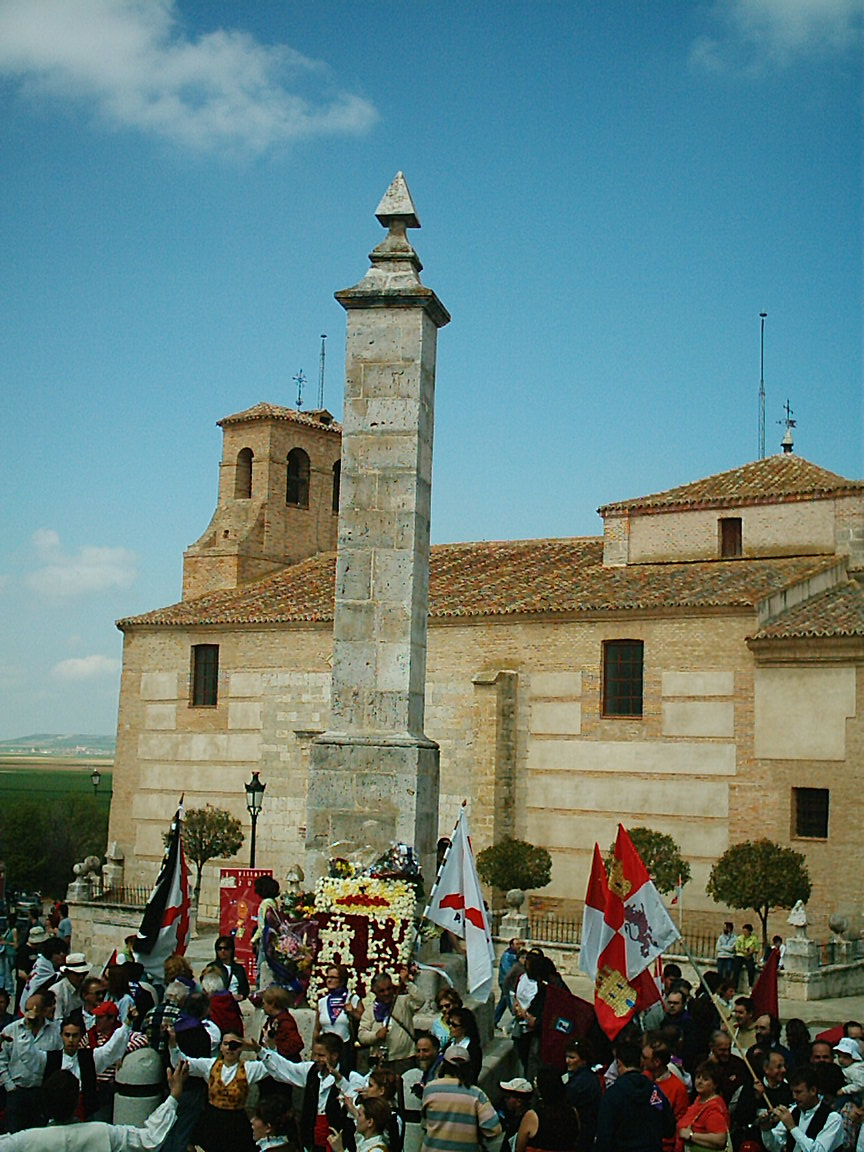
Monumento a los comuneros en la plaza Mayor de Villalar.

Comunero es quien, en 1520 y 1521, participó en la revuelta de las Comunidades de Castilla o en reivindicaciones posteriores relacionadas con esta. El nombre deriva del término «Comunidades de Villa y Tierra», que aparece por primera vez a modo revindicativo en un escrito de protesta al rey Carlos I con motivo del desvío de impuestos:

… pedir al rey nuestro señor tenga por bien se hagan arcas de tesoro en las Comunidades en que se guarden las rentas de estos reinos para defenderlos, acrecentarlos y desempeñarlos, que no es razón Su Cesárea Majestad gaste las rentas de estos reinos en las de otros señoríos que tiene…
Archivo General de Simancas.

## Origen social
La mayor parte de los comuneros procedían de los sectores sociales heterogéneos de las ciudades castellanas, aunque sus jefes pertenecían fundamentalmente a las capas medias de la población. También hay que destacar figuras relevantes de la iglesia, como el Obispo Acuña, e incluso de la nobleza, como Pedro Girón y Velasco, que se unió a la causa comunera por interés y despecho.
El antagonismo entre los dos sectores económicos de la alta burguesía, los comerciantes y exportadores de lana, y los manufactureros, que deseaban incrementar la cuota de lana, a lo que se negaban los comerciantes, ya que eso abarataría los precios y ellos perderían su poder económico. A ello se sumaba el descontento de los conversos ante el temor de la Inquisición, las tensiones políticas y económicas existentes entre los grupos o clanes urbanos en las distintas ciudades castellanas, que no querían perder su dominio político en perjuicio de los otros.
Tras la derrota del movimiento comunero, el rey desea castigar con la máxima dureza a sus más destacados representantes, aunque estaba dispuesto a ser clemente. En el Perdón de 1522 se realiza una relación en la que quedan excluidos 293 comuneros en un listado encabezado por el mencionado Pedro Girón. El estudio de esta relación proporciona una idea bastante clara de quiénes eran los comuneros. En ella aparecían los jefes militares, los procuradores y funcionarios de la Junta o juntas locales, los eclesiásticos y demás personalidades relevantes por su participación. En conjunto, aunque en el listado aparecen todas las categorías sociales, la mayoría pertenecen a las capas sociales medias.
A raíz de la revuelta se comenzó a decir que los conversos habían sido los culpables. Sin embargo, aunque es cierto que entre los principales comuneros había conversos, esta idea no es unánime. Conversos de gran influencia económica, como Francisco López de Villalobos o Alonso Gutiérrez de Madrid, se opusieron de forma activa a los comuneros. Tampoco hay que olvidar que entre los teóricos del movimiento se encontraban miembros del clero.

### Figuras relevantes
Las figuras más conocidas del movimiento comunero son sin duda las de los tres primeros ajusticiados tras su derrota en la batalla de Villalar: Juan de Padilla, Juan Bravo y Francisco Maldonado. Los tres jefes militares fueron decapitados en Villalar, actualmente denominado Villalar de los Comuneros en su honor.
A continuación se indican algunos de los comuneros más destacados.

### Nobles y caballeros

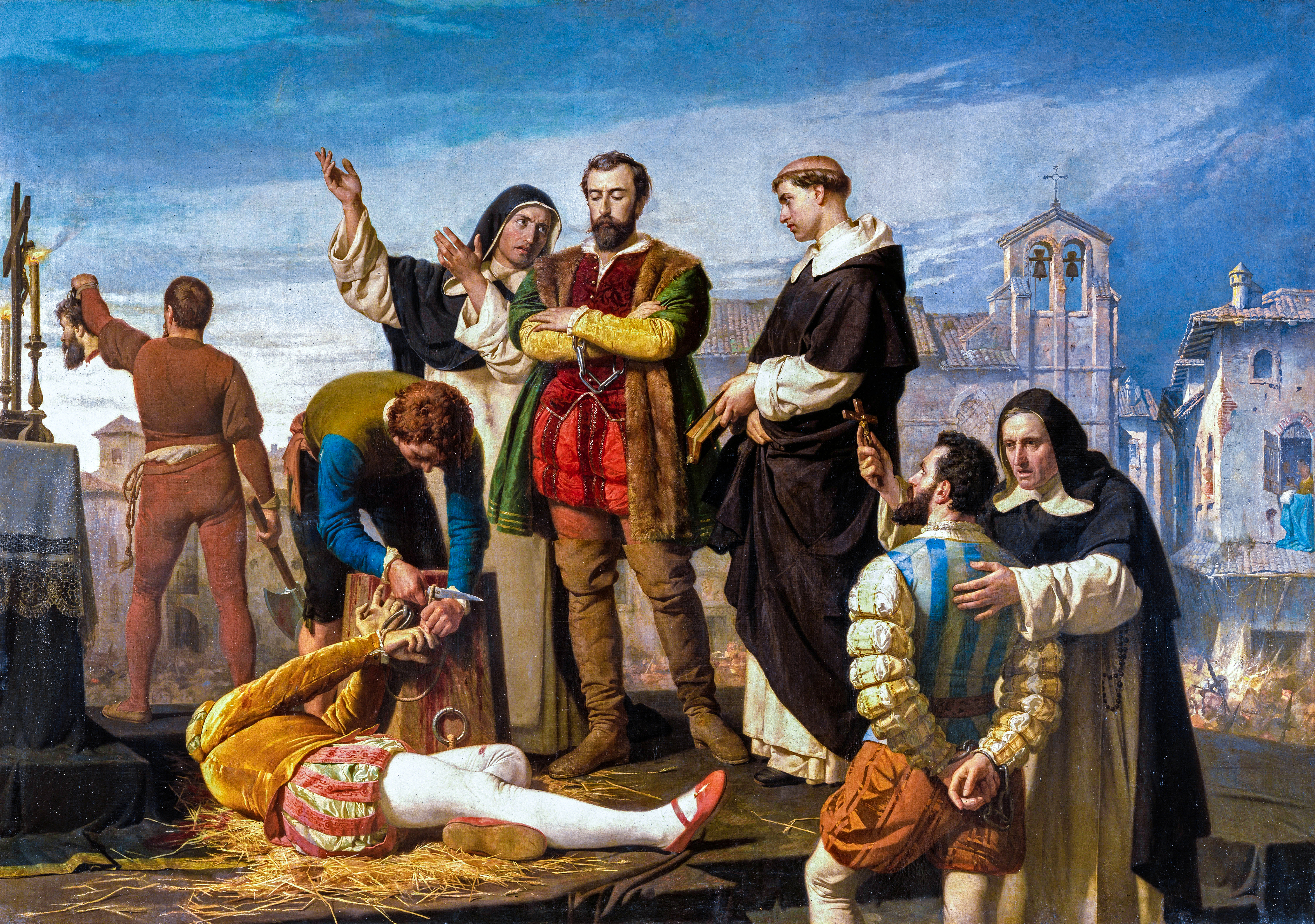
Los comuneros Padilla, Bravo y Maldonado en el patíbulo, de Antonio Gisbert Pérez. 1860. (Congreso de los Diputados de España, Madrid).

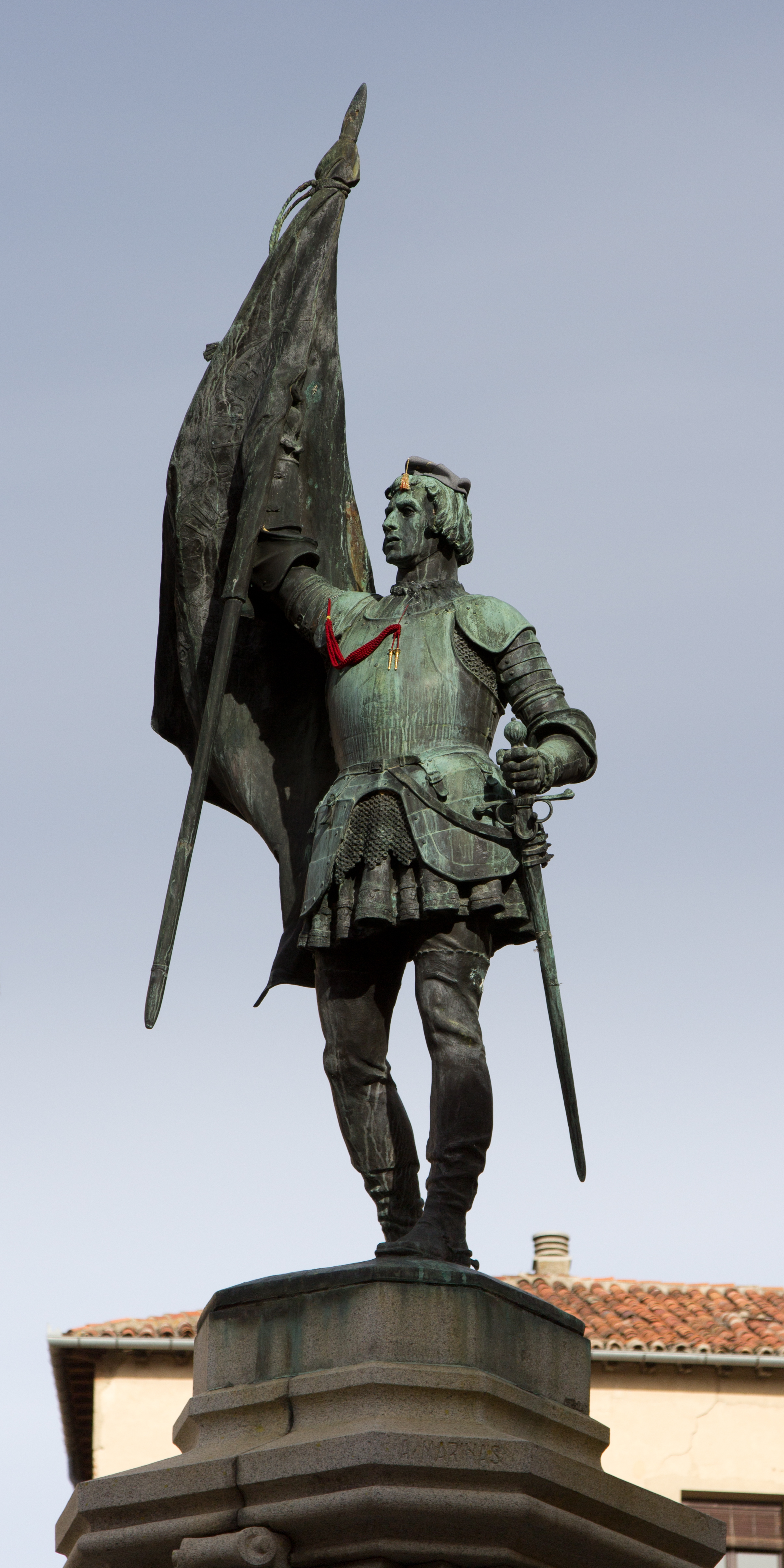
Estatua de Juan Bravo en Segovia.

- Pedro Girón y Velasco, noble castellano, capitán general de la junta.
- Pedro López de Ayala, conde de Salvatierra, capitán general de la junta.
- Ramiro Núñez de Guzmán, regidor, señor del Porma y de la villa de Toral.
- Pedro Maldonado, heredero de la Casa de las Conchas y capitán comunero.
- María Pacheco, noble castellana, dirigente de la rebelión y esposa de Juan de Padilla.
- Luis de Quintanilla, capitán.
- Juan de Mendoza, señor de Cubas y Griñón.
- Juan de Padilla, noble castellano, capitán general de las tropas comuneras.
- Juan Bravo, noble castellano, jefe comunero.
- Pedro Laso de la Vega, procurador en la Junta.

### Tercer estamento
Representantes de las ciudades y Villas.
- Luis de Cuéllar, comerciante exportador.
- Antonio Suárez, comprador de lana.
- Antonio de Aguilar, boticario.
- Gonzalo de Ayora, cronista oficial.
- Bernaldino de los Ríos, jurista.
- Alonso de Zúñiga, catedrático
- Alonso de Arreo, alcalde de Navalcarnero.

### Eclesiásticos
- Antonio de Acuña, obispo de Zamora, capitán general de la junta.
- Juan de Bilbao, franciscano, uno de los teóricos e iniciadores del movimiento.
- Alonso de Medina, dominico.
- Alonso de Bustillo, dominico, catedrático de teología en Valladolid.

## Los otros comuneros
Desde el siglo XVI hasta nuestros días han surgido distintos movimientos populares que han tomado el término comunero. Años más tarde del movimiento en Castilla, se reproduciría en ciertas zonas virreinales americanas, considerándose en algunos casos como los primeros movimientos independentistas de los virreinatos.

### SigloXVIII
Entre 1717 y 1735 tuvo lugar la Revolución Comunera del Paraguay. En los años 1780 se produciría el levantamiento denominado Insurrección de los comuneros en Nueva Granada. En este levantamiento, el término comunero se derivó del nombre de la junta de insurrección, "El Común".
.,.,.,

### SigloXIX
Durante el Trienio liberal se organiza una sociedad secreta cuyo nombre, Comuneros, lo toman de la sublevación del siglo XVI. La sociedad trataba de ser una alternativa radical a los masones, y entre sus ideales estaban los de tratar de rescatar las luchas por las libertades. Su pensamiento puede catalogarse de democrático radical y republicano. Contaron con un periódico con el significativo nombre de El Eco de Padilla. En sus filas destacaron nombres como el de Juan Romero Alpuente o José María Moreno de Guerra. Cuando a partir de 1836 los partidos políticos comienzan a institucionalizarse en España, la sociedad dejó de tener peso en la sociedad.

## Ideología
El liberalismo del siglo XIX convirtió en mártires a los jefes comuneros y consideró su derrota como el comienzo de la decadencia y el fin de las libertades. Esta imagen progresista dada por los liberales se impuso durante más de un siglo, hasta que en 1898 Ángel Ganivet sugiere una tesis en la que, según ella, las ideas progresistas fueron las de Carlos V, preocupado por la apertura de sus dominios en los reinos y territorios hispánicos a las modernas ideas europeas, mientras que los comuneros representarían la resistencia al cambio, aferrados a las viejas costumbres. Manuel Azaña y Noël Salomon criticaron las ideas de Ganivet aceptando la interpretación liberal. Sin embargo Gregorio Marañón desarrollaría más tarde la tesis de Ganivet, siguiendo su argumentación.
Estas dos imágenes contrapuestas siguen teniendo actualmente sus defensores y detractores. Para Joseph Pérez detrás de la ideología comunera había intereses económicos opuestos y considera que los comuneros pertenecían mayoritariamente a las capas medias que se levantaron contra la nobleza y el poder real.

## Literatura
- Olalla García. Pueblo sin rey. Barcelona: PRHGE; 2020. ISBN 978-84-666-6814-9